# 下田義寛
下田 義寛（しもだ よしひろ　1940年3月30日 - ）は富山県出身の日本画家。倉敷芸術科学大学名誉教授。

## 来歴
※以下の出典は知足美術館ウェブサイトおよび倉敷芸術科学大学ウェブサイト。
富山県滑川市に生まれる。1963年に東京芸術大学を卒業して同大学大学院に進み、1965年に修了する。日本美術院院友に推挙される。1967年、安田靫彦の助手として法隆寺壁画再現模写に従事した。第52回院展で奨励賞・白寿賞受賞。
1978年、日本美術院同人に推挙される。1979年の第64回院展で文部大臣賞を受賞した。1981年、日本美術院評議員に推挙される。1983年の第68回院展で総理大臣賞を受賞した。
1995年、倉敷芸術科学大学芸術学部教授に就任する。2000年日本美術院監事に任命される。2003年、紺綬褒章受章。2011年より倉敷芸術科学大学名誉教授となる。2018年、滑川市名誉市民。
2019年に瑞宝小綬章（教育研究功労）を受章した。